# Pareclipsis
Pareclipsis is een geslacht van vlinders van de familie spanners (Geometridae), uit de onderfamilie Ennominae.

## Soorten
- P. anophthalma Prout, 1916
- P. distolochorda Prout, 1916
- P. gracilis Butler, 1879
- P. incerta Prout, 1916
- P. leptophyes Prout, 1916
- P. ochrea (Warren, 1905)
- P. onus Prout, 1917
- P. oxyptera Prout, 1916
- P. phaeopis Prout, 1922
- P. punctata Warren, 1900
- P. serratula Wehrli, 1937
- P. umbrata Warren, 1893